# Simon Vukčević
Simon Vukčević (in serbo Симон Вукчевић?; Podgorica, 29 gennaio 1986) è un ex calciatore montenegrino, di ruolo centrocampista.

## Carriera

### Club
Cresciuto nella squadra della sua città, il Budućnost Podgorica, a 16 anni si trasferisce a Belgrado, al Partizan, con cui vince il campionato di Serbia e Montenegro 2004-2005, nonostante le numerose critiche ricevute per il suo gioco troppo egoista.
Anche a causa di queste critiche, si trasferisce in Russia, al Saturn, dove rimane per tutta la stagione 2006, nonostante il rapporto conflittuale con l'allenatore Vladimír Weiss, che lo rilega addirittura nella squadra riserve. Anche con il sostituto, Gadži Gadžiev, il rapporto non è dei migliori, e nel giugno 2007, si trasferisce in Portogallo, allo Sporting Lisbona, con cui vince subito la Supercoppa del Portogallo 2007.
Il 23 agosto viene ufficializzato il suo trasferimento al Blackburn.
Il 28 febbraio 2013 firma un contratto fino al termine della stagione con opzione per la stagione successiva con il Karpaty Lviv, club militante in Prem"jer-liha.

### Nazionale
Vukčević è stato uno cittadino serbo-montenegrino fino alla scissione della Serbia e Montenegro in due stati indipendenti occorsa nel 2006.
Ha partecipato, nel 2004, ai Campionati Europei Under-21 2004, con la nazionale di calcio della Serbia e Montenegro Under-21, arrivando in finale, ma perdendo contro l'Italia. Nell'edizione del 2006, la formazione slava è invece arrivata alle seminifinali della manifestazione. Ha fatto parte della spedizione serbo-montenegrina all'Olimpiade di Atene 2004.
Nel febbraio del 2005 debutta anche con la nazionale di calcio della Serbia e Montenegro, con cui disputa 5 incontri.
Dopo l'indipendenza del Montenegro, entra dapprima nel giro della nazionale montenegrina Under-21, poi nella nazionale maggiore.

## Palmarès

### Club

#### Competizioni nazionali
- Campionato serbomontenegrino: 1

Partizan: 2004-2005
- Supercoppa di Portogallo: 1

Sporting Lisbona: 2007
- Coppa del Portogallo: 1

Sporting Lisbona: 2007-2008